# Casamata

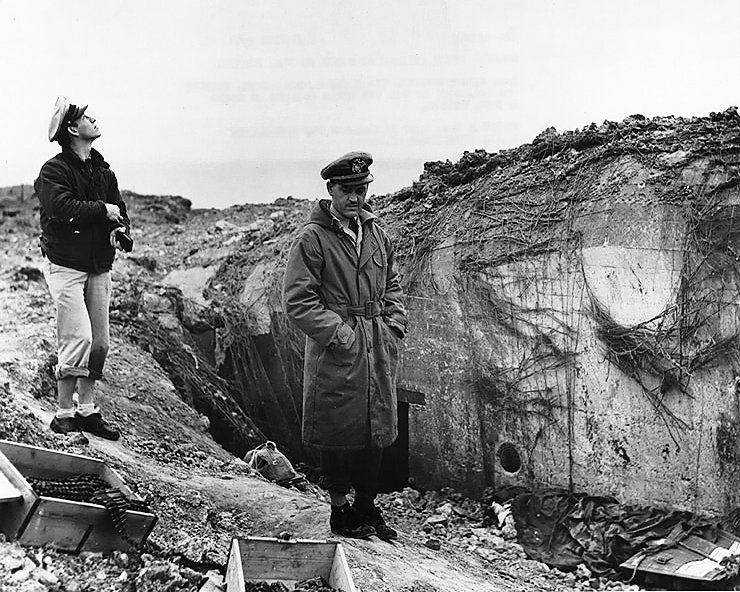
Una casamata alemanya destruïda a Pointe du Hoc (1944)

Una casamata, en enginyeria militar, és qualsevol construcció de tipus sòlid destinada a albergar algun tipus d'arma defensiva. Així podem parlar de casamates per metralladora, per artilleria, etc. Generalment estan construïdes amb formigó de gran resistència reforçat amb acer, o planxes d'acer, cobrint tota la peça, si bé, de vegades, es fa ús de la forma del terreny per estalviar part de la construcció. Segons el disseny, es deixen una o més obertures des de les de fer foc sobre les zones a cobrir. En èpoques anteriors a la revolució industrial, les casamates es podien construir en maó, terra o, fins i tot, pedra treballada.